# 非線形振動子
非線形振動子（ひせんけいしんどうし）は、初期値に比例しない振動を発生するものである。一般に微分方程式の形で表現されている。また初期値に比例する振動子(調和振動子など)は線形振動子と呼ぶ。

## リアプノフスペクトラムによる分類
力学系のうち、ハミルトニアンがありエネルギー保存が成り立つ系では、リウヴィルの定理により、相空間の体積が保存される。これを保存系と呼ぶ。一方、現実に存在する系は、相空間の体積が時間の経過につれて減少してエネルギーが散逸し、最終的には0となる。これを散逸系と呼ぶ。散逸系の多くは、固定点など特殊なものを除いては非線形振動子に分類される。
散逸系におけるエネルギーの遷移を示す方法として、各次元における変数の指数的拡大率であるリアプノフ指数がある。n次元におけるn個のリアプノフ指数の組をリアプノフスペクトラムと呼ぶ。非線形振動子は、リアプノフスペクトラムによって次の3種類に分類される。
リミットサイクル（周期解）
リアプノフ指数の1個が0、他の全てが負であるもの。解の軌道（アトラクター）は閉じた弧を描き、ある時間経過後に元に戻る。初期値に無関係で一定の振動を発生するものはリミットサイクル振動子と呼ばれる。リミットサイクル振動子で有名なものにVan der pol振動子がある。
トーラス
リアプノフ指数のn(>1)個が0、他の全てが負であるもので、2つの周期を持ちその比が無理数であるもの。アトラクターはトーラスを描く
ストレンジアトラクター
リアプノフ指数の1個以上が正（全てのリアプノフ指数の和は負）であるもの。アトラクターの軌道は一定しない（時間平均的に不安定）。